# Umaru Yar'Adua
Umaru Musa Yar'Adua (Catsina, 16 de agosto de 1951 — Abuja, 5 de maio de 2010) foi um político nigeriano, foi presidente da Nigéria de 2007 até 2010. Em fevereiro de 2010, Yar'Adua se licenciou, devido a problemas cardíacos, e foi se tratar na Arábia Saudita. Ele morreu pouco depois de retornar a Abuja, no dia 5 de maio. Com a doença de Umaru Yar'Adua, o vice-presidente Goodluck Jonathan assumiu o governo.
Yar'Adua assumiu o mandato de governador do estado de Catsina a 29 de maio de 1999. Ele venceu as eleições gerais para a presidência em 21 de abril de 2007, e deixou o governo de Catsina na mesma data em que foi empossado como Chefe de Estado do país, 29 de maio de 2007. Yar'Adua era filiadoo Partido Democrático do Povo (PDP).
Yar'Adua era casado com Turai Umaru Yar'adua desde 1975, e teve com ela sete filhos. Ele teve também uma segunda esposa polígama, Hauwa Umar Radda, com quem foi casado de 1992 a 1997, e teve dois filhos.